# Noctuelia isatidalis
Noctuelia isatidalis là một loài bướm đêm trong họ Crambidae.